# Garstang
Garstang är en stad och civil parish i Wyre i Lancashire i England. Orten har 4 268 invånare (2011). Byn nämndes i Domedagsboken (Domesday Book) år 1086, och kallades då Cherestanc.